# Cambio (meccanica)
Il cambio (o cambio di velocità) è un componente meccanico che ha la funzione di modificare la caratteristica della coppia motrice di un motore, similmente ad un riduttore di velocità. Inoltre permette di selezionare di volta in volta un rapporto di trasmissione differente,  a seconda della gamma di cui il cambio è dotato. 
Generalmente con il termine ci si riferisce al tipo comunemente presente sugli automezzi, cioè quello a scatola di ingranaggi: è grazie a questo dispositivo che è possibile "cambiare la marcia" di un veicolo a motore.

## Descrizione generale
Il cambio è comunemente usato negli autoveicoli e nei rotabili ferroviari a motore termico, allo scopo di poter variare entro ampi limiti la velocità del mezzo pur mantenendo il motore a combustione interna entro un regime di funzionamento ottimale per rendimento, coppia motrice o potenza.
Il motore a combustione interna, infatti, mediamente ha una velocità di rotazione compresa tra 600 e 12 000 rpm, mentre la velocità delle ruote varia tra zero e 2 500 rpm.
Cambi di velocità sono anche impiegati in macchine industriali come per esempio i torni per metalli.
In macchine e veicoli che impiegano una trasmissione di tipo elettrico o idraulico il cambio viene ridotto o eliminato, poiché sono caratterizzati da alta coppia anche a motore fermo o a bassissimi regimi di rotazione e quindi si riduce la necessità dell'uso di un cambio di velocità, anche se la presenza di un cambio permette di migliorare l'efficienza, la percorrenza chilometrica e prestazioni, pur introducendo delle dispersioni, vantaggi che si presentano anche con l'uso di un cambio a soli due rapporti inoltre l'adozione del cambio permette l'uso di un motore meno potente, queste due azioni (adozione del cambio e utilizzo di motori moderatamente potenti) permettono di migliorare ulteriormente l'efficienza e la percorrenza chilometrica.
Il grande vantaggio del cambio è quella di poter modificare il rapporto di trasmissione, consentendo sia di poter raggiungere elevate velocità su percorsi pianeggianti, sia di superare pendenze importanti, che richiedono molta forza per poter essere superate, soprattutto per mezzi pesanti. Infatti pur non modificando la potenza fornita dal motore (se non si considerano le perdite dovute al rendimento del cambio), ne modifica le proprietà di velocità e forza (in modo inversamente proporzionale), consentendo una maggiore versatilità d'utilizzo del motore.

## Nei veicoli a motore

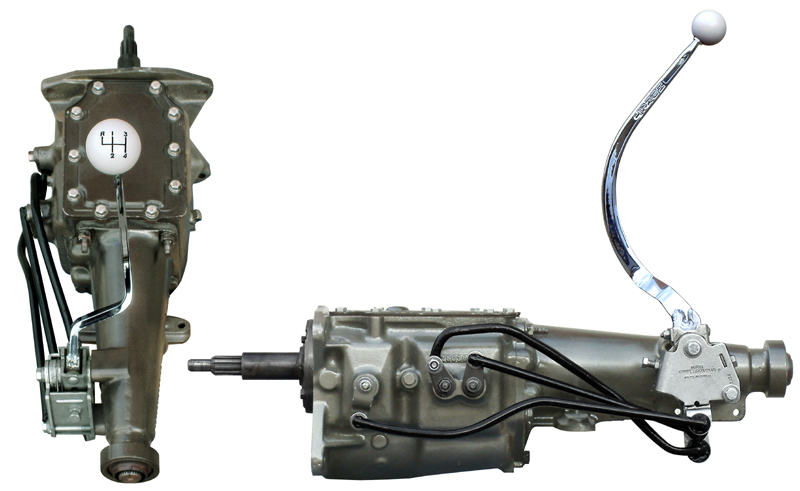
Cambio automobilistico completo

Nei mezzi di trasporto su strada, il cambio è fondamentale anche perché permette di variare il rapporto tra il regime motore e la velocità del veicolo, al fine di ottenere una coppia motrice appropriata alle ruote. Il motore infatti presenta regimi di rotazione ottimali diversi a seconda che occorra privilegiare il rendimento chilometrico (generalmente a velocità costante), la coppia e potenza (per la velocità massima, la ripresa, accelerazione, salite etc.) o regime di sottocoppia (per i fondi innevati o a bassa aderenza).
Nelle automobili standard, nelle marce basse (I, II, III, a volte IV) il cambio agisce come riduttore di velocità, mentre nelle marce alte (V e molto spesso anche la VI) i rapporti di trasmissione sono unitari o sopra l'unità (fino ad un 20% o 30%); di solito le marce più alte (tipicamente la V, ma anche la VI se il cambio ne è dotato) sono del tipo "a riposo", studiate per limitare i consumi nelle autostrade o comunque nelle percorrenze a velocità elevate.
Questo perché, storicamente, nel classico schema delle auto americane degli anni 30 con motore longitudinale, trazione posteriore e cambio a 4 marce (+ RM), l'albero di entrata e di uscita sono coassiali e pertanto, per ragioni di efficienza, il rapporto della IV anziché passare per l'albero ausiliario come gli altri rapporti, prevedeva un sincronizzatore che innestava direttamente le estremità dell'albero di entrata e di uscita con rapporto 1:1 ("presa diretta"). Per tale ragioni "storiche", i rapporti inferiori alla IV sono generalmente demoltipliche, mentre al di sopra sono moltipliche.

### Manuale (cambio ad H)

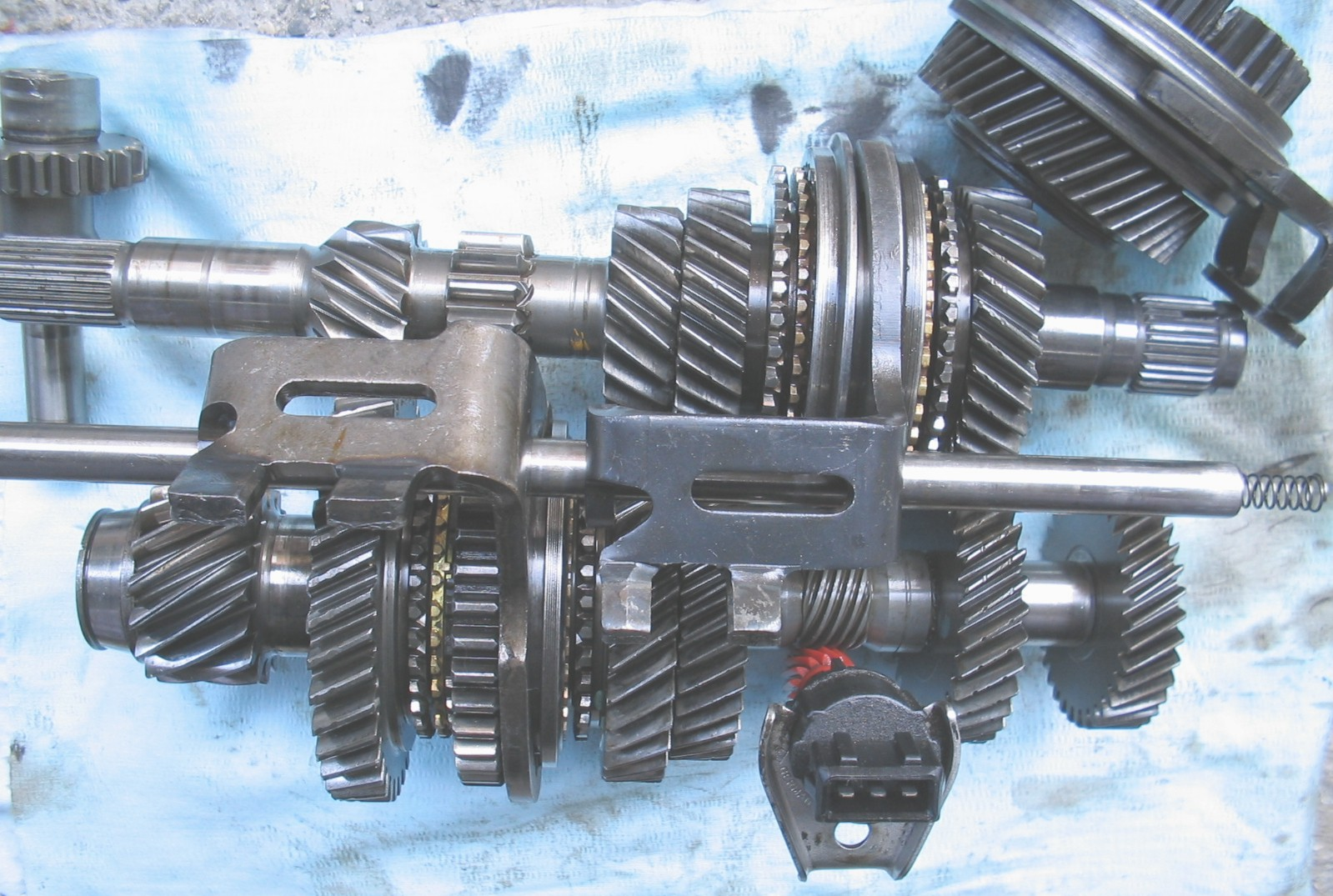
Cambio H a 5 marce + retromarcia

Il cambio manuale è presente nelle primissime moto e pressoché universalmente nelle automobili. Questo cambio varia il rapporto di trasmissione tramite una leva che viene mossa, andando a formare la tipica forma ad "H".
Le coppie d'ingranaggi sono disposte su due alberi e sono sempre tutti accoppiati e in rotazione, ma gli ingranaggi sull'albero condotto sono liberi di girare e non ingaggiano l'albero condotto stesso, che ci scivola dentro.
Interposto tra l'albero condotto e gli ingranaggi ci sono dei selettori (che sono delle corone internamente dentate) calettati su di esso e ad esso solidali. Con l'azionamento della leva si sposta il selettore (tramite le forchette selezionatrici), così da collegare la ruota dentata calettata sull'albero motore ai corrispondenti denti praticati su una corona solidale all'ingranaggio della marcia scelta.
Il cambio può avere un'azione di cambiata differente a seconda che sia del tipo "sincronizzato" o "non sincronizzato".

#### Cambio non sincronizzato

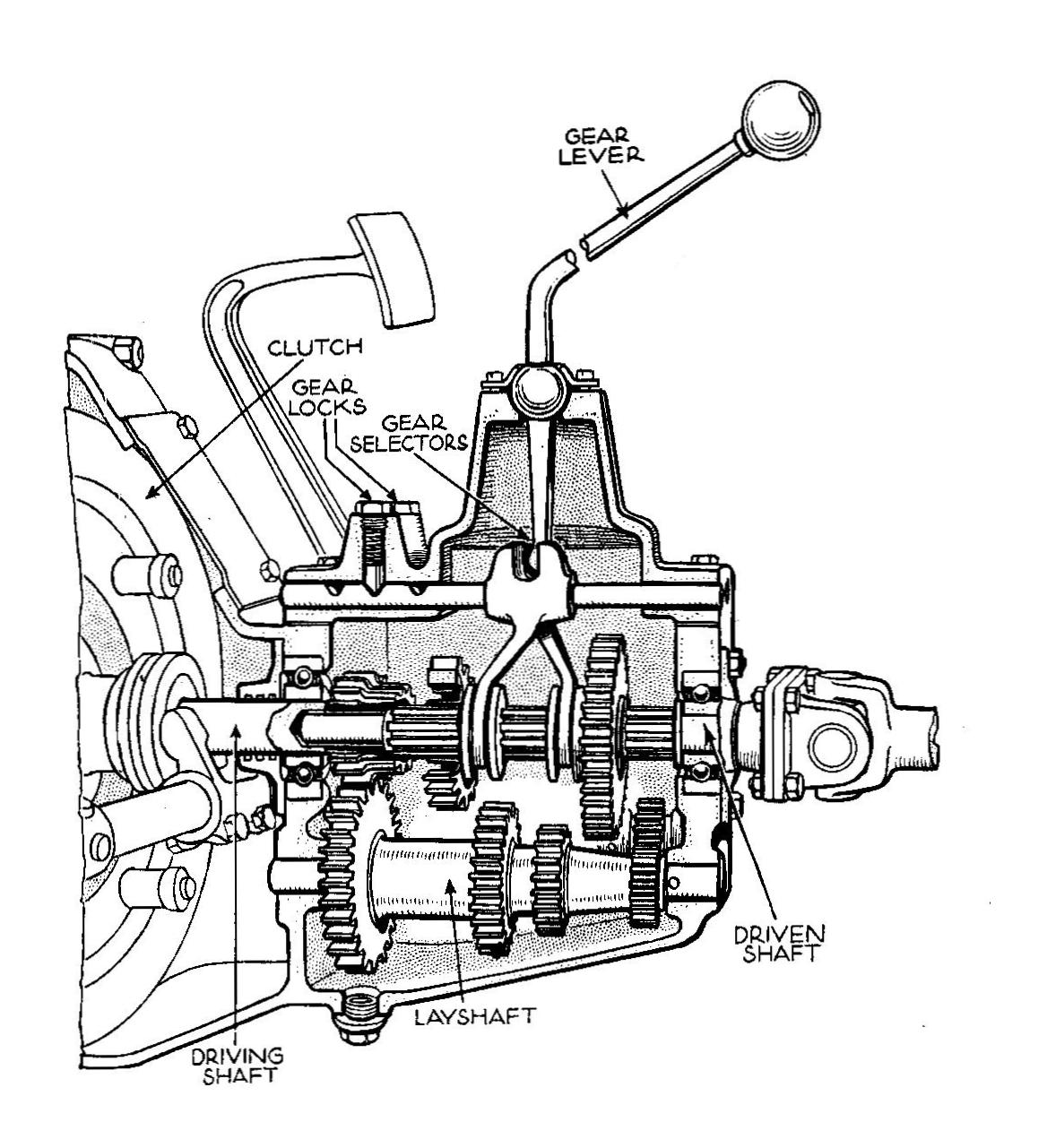
Illustrazione di un cambio non sincronizzato a 3 marce + la retro

Nelle prime automobili il cambio era costituito da ingranaggi non sincronizzati, le ruote dentate non erano permanentemente ingranate come avviene nei cambi moderni. Esse venivano spostate dal guidatore mediante i comandi, ed era richiesta una buona preparazione e sensibilità dell'operatore per capire quando gli ingranaggi stavano ruotando alla giusta velocità per permettere l'inserimento, in caso contrario grattavano rumorosamente e l'innesto non avveniva. In mancanza degli innesti ausiliari a frizione presenti nei cambi sincronizzati, gli innesti delle marce possono avvenire solo quando la velocità relativa tra le ruote è molto bassa o nulla.
Nel salire di marcia, era necessario rallentare l'ingranaggio motore, e per questo era sufficiente premere la frizione ed attendere il momento giusto per cambiare. Nello scalare la marcia invece, era necessario accelerare il motore. Per velocizzare o semplicemente rendere possibile questo veniva usata una tecnica detta del doppio disinnesto (doppietta), che può essere ascendente (per i passaggi a marce superiori) e discendente (per i passaggi a marce inferiori).

Il primo caso (doppietta ascendente) prevede di portare il cambio in folle, quindi rilasciare la frizione senza accelerare in modo da decrementare la velocità dell'albero di cambio al regime giusto e quindi inserire la marcia superiore.
Il secondo caso (doppietta discendente) prevede di portare il cambio in folle, quindi rilasciare la frizione accelerando contemporaneamente in modo da incrementare la velocità dell'albero di cambio al punto giusto, e quindi inserire la marcia inferiore.

Mentre per scalare rapporto in frenata si attua una variante della doppietta, che prende il nome di punta-tacco, che prevede l'esecuzione della doppia debraiata contestualmente alla esecuzione della frenata, tecnica che rimase in auge anche con l'avvento dei cambi sincronizzati, in quanto evita il fenomeno del blocco di ponte.

#### Cambio sincronizzato

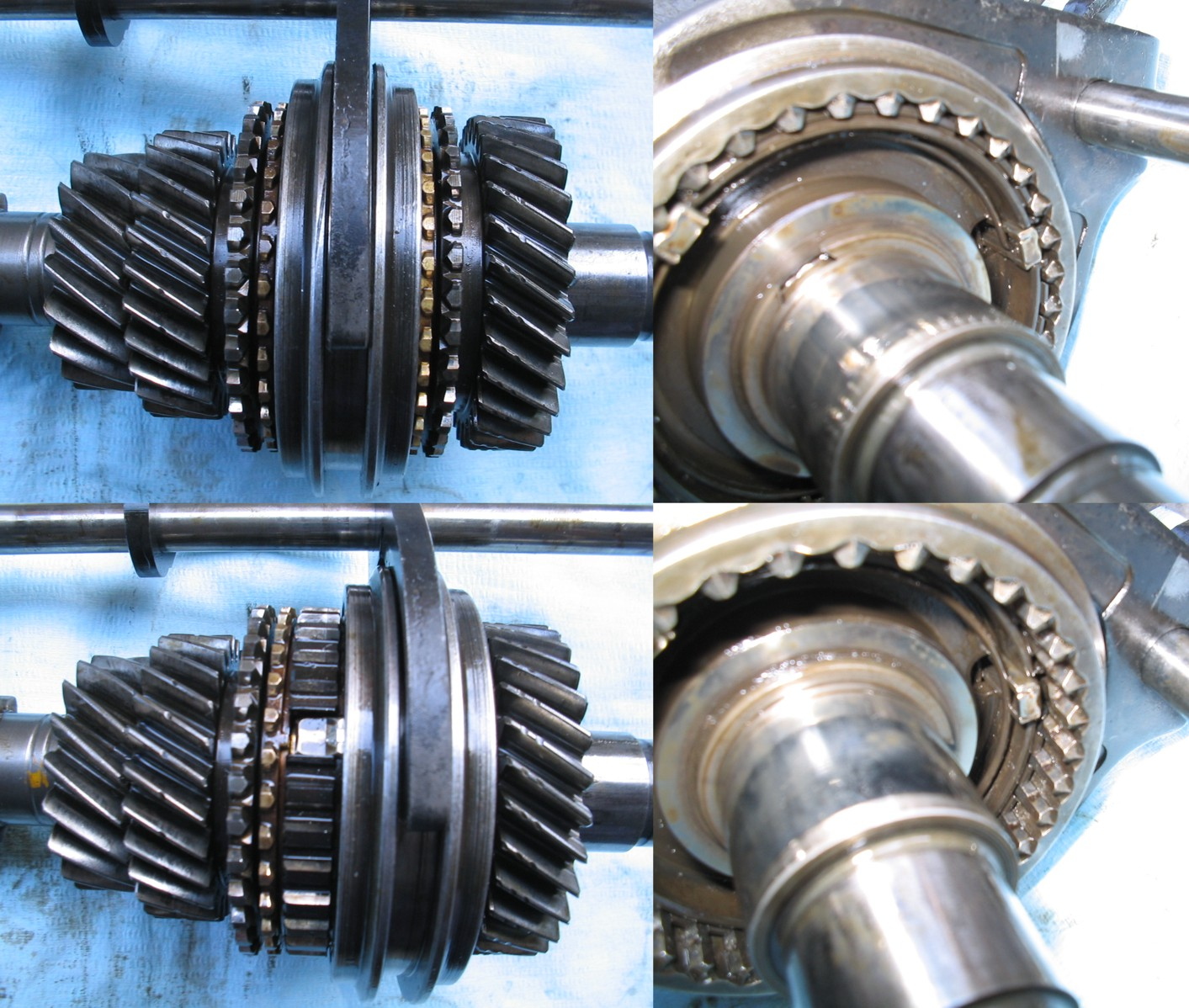
Selettore con sincronizzatori

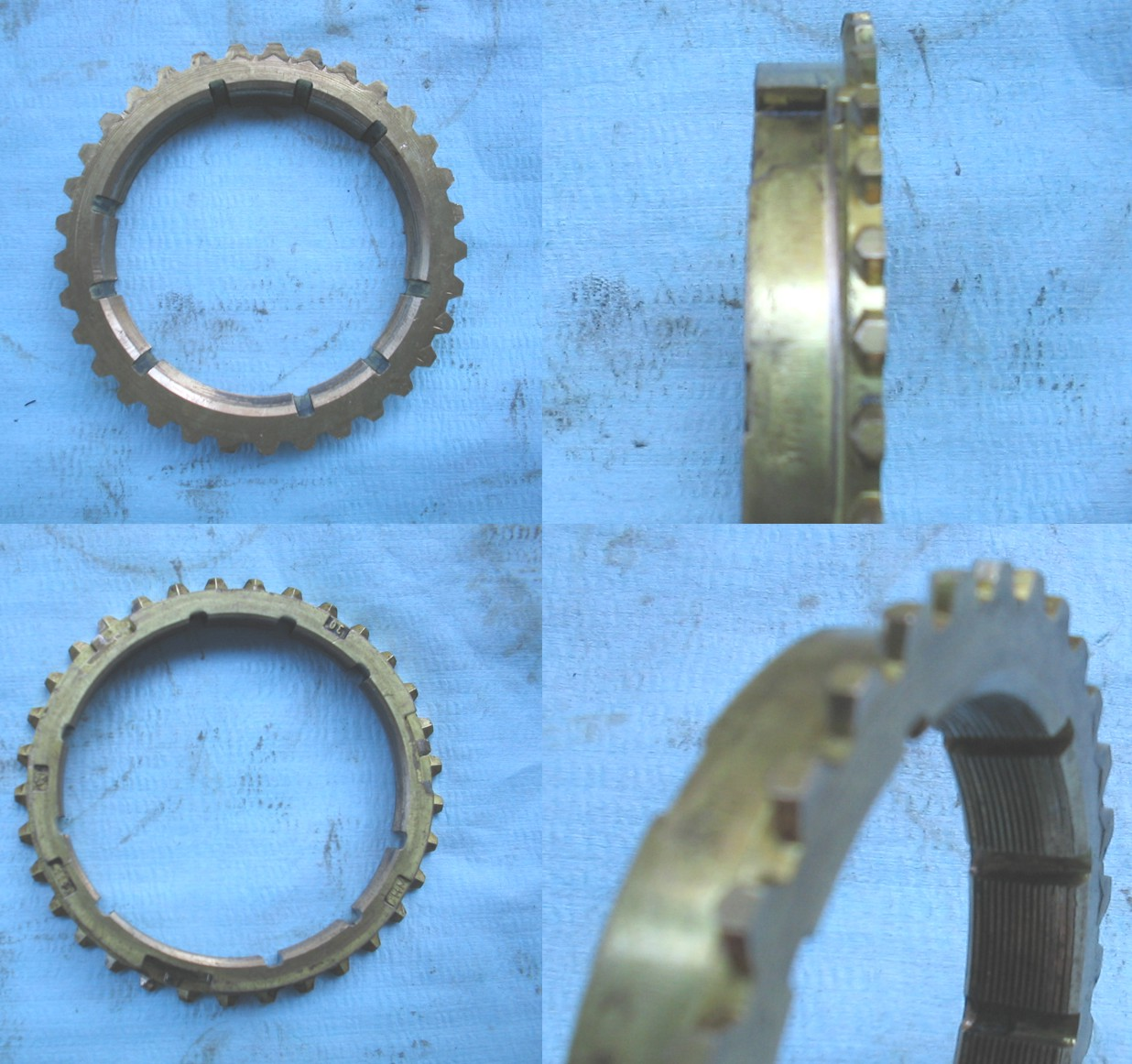
sincronizzatore

I cambi manuali delle automobili prodotte dopo il '60 sono di tipo sincronizzato.
Il meccanismo del cambio è costituito da due alberi paralleli, quello di entrata connesso alla frizione e quello di uscita, connesso all'albero di trasmissione.
Sui due alberi sono montati parallelamente gli ingranaggi. Tutti gli ingranaggi sono costantemente ingranati, ma solamente una coppia è connessa all'albero di uscita.
Tecnicamente il meccanismo di innesto consiste in un collare (manicotto) che scorre lateralmente su un supporto coassiale all'albero, il manicotto viene fatto scorrere lateralmente dalle forchette di comando azionate dal selettore del cambio.
Il supporto del manicotto rimane solidale all'albero motore grazie all'accoppiamento millerighe tra i due e agli ingranaggi e spessori che non permettono il suo spostamento laterale. Il manicotto che è esterno a questo supporto ha anch'esso un accoppiamento millerighe con il suo supporto, ma con una maggiore tolleranza, in modo da permettere la corretta lubrificazione e uno scorrimento più fluido.
Affinché questo manicotto si sposti lateralmente rispetto alla sua posizione di riposo, bisogna forzare il rientro all'interno del supporto delle piccole chiavette che, spinte da alcune molle contro il manicotto, servono normalmente a stabilizzarne la posizione; questo meccanismo serve a rendere lo scorrimento del manicotto a scatto. Per effetto dello scorrimento, il manicotto ingrana il sincronizzatore e oltre a ciò ― e qui sta il cuore del funzionamento ― lo spinge contro l'ingranaggio della marcia. L'attrito che si viene così a creare tra il sincronizzatore e l'ingranaggio della marcia permette a quest'ultimo di entrare, in via per così dire preliminare, in rotazione, ancor prima di essere ingranato dal manicotto e quanto basta a portarlo più o meno alla stessa velocità di rotazione del manicotto stesso (e quindi dell'albero motore). A questo punto, manicotto e ingranaggio hanno la stessa velocità di rotazione e ciò permette finalmente il loro innesto. Una volta che il manicotto si ingrana sull'ingranaggio (per essere più precisi sulla corona laterale dell'ingranaggio), inizia il trasferimento, possiamo dire, definitivo della coppia motore, non più cioè per attrito ma per ingranamento. Notare che il preliminare ingranaggio tra il manicotto e il sincronizzatore non presenta invece problemi in quanto anche il sincronizzatore ruota solidale all'albero.
I sincronizzatori possono quindi essere considerati come delle minifrizioni coniche o ad anello che portano il manicotto (quindi l'albero di ingresso) e la corona solidale all'ingranaggio a girare alla stessa velocità. Quando si sente grattare durante un cambio di marcia, non sono i denti degli ingranaggi a "grattare", in quanto questi sono sempre ingranati, ma quelli del manicotto e della corona dell'ingranaggio. Inoltre, come si può vedere dalla foto, la corona dell'ingranaggio è sensibilmente più sottile dell'ingranaggio stesso, per il fatto che tra gli ingranaggi si ha il contatto con solo un dente per volta (in verità questo nel caso di denti dritti, nel caso di denti elicoidali possiamo dire approssimativamente un paio di denti per volta, dipende dall'angolo β di inclinazione dei denti), mentre la corona ingrana con tutti i denti e quindi ogni singolo dente è soggetto ad uno sforzo inferiore.
Il primo cambio sincronizzato fu introdotto dalla Cadillac nel 1929, mentre l'attuale sistema a coni fu sviluppato dalla Porsche nel 1952. Negli anni cinquanta solamente la seconda e terza marcia erano sincronizzate, ed il manuale d'uso suggeriva, per passare dalla seconda alla prima, di fermare prima completamente il veicolo.
Nei cambi attuali, sono sincronizzate tutte le marce esclusa generalmente la retromarcia, pertanto la "grattata" si ha nei casi in cui quest'ultima venga inserita con il mezzo ancora in movimento; non è tuttavia raro che anche la retromarcia venga sincronizzata, rendendo possibile l'innesto anche con il veicolo leggermente in movimento, ma è comunque buona norma attendere che il veicolo sia totalmente fermo prima di ingranarla.
Il cambio sincronizzato presenta diversi svantaggi, tra cui:
- l'usura dei sincronizzatori;
- il ritardo introdotto nella cambiata;
- maggiore ingombro del cambio.

Per questo motivo nei grandi camion, nei macchinari e nei cambi speciali per corse automobilistiche si usa un sistema non sincronizzato. Nei cambi impiegati in gara si usano anche cambi sincronizzati con un numero ridotto di denti sui collari per avere una velocità di cambiata migliore, avendo per contro un'usura molto rapida.
La sigla MT che compare nei modelli, preceduta dal numero di marcia (es. 2MT o 5MT), sta per "manual transmission", dall'inglese "cambio manuale"

#### Numero delle marce

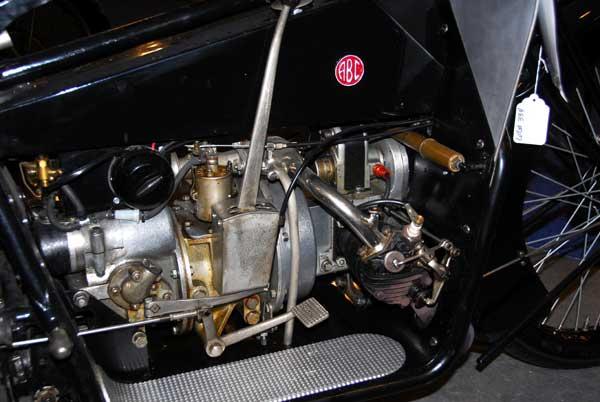
Motocicletta del 1921 della ABC con cambio H a 4 marce

Per essere chiamato tale, un cambio deve possedere almeno due rapporti mentre non esiste un limite superiore a questo numero al di fuori di quello dettato da ragioni di costo, utilità ed ingombro. Un cambio munito di un numero maggiore di rapporti è generalmente più pesante, ingombrante e costoso di un cambio che ne possiede meno, tuttavia a seconda delle caratteristiche del motore e dell'inerzia del carico a valle del cambio stesso è in molti casi possibile ottenere maggiori efficienze globali con il frazionamento dell'accelerazione su un numero maggiore di rapporti.
Storicamente, il motore Minarelli "Pettirosso" da 50 cm³, del 1955, in quanto veicolo relativamente economico, era munito di un cambio a due velocità comandato dalla manopola, mentre la maggior parte delle automobili già nella prima metà del Novecento era dotata di cambio a tre o quattro rapporti, sia per via del costo più elevato di acquisto che lo permetteva, sia per la maggiore utilità di questo a fronte della grossa inerzia di cui le pesanti autovetture erano dotate. Con il miglioramento dei processi produttivi e quindi l'abbattimento dei costi di produzione, i cambi a maggior numero di rapporti sono diventati comuni. Tradizionalmente i cambi meccanici moderni sono dotati di cinque o più rapporti. La quinta e la sesta marcia furono introdotte con l'aumentare delle velocità raggiungibili dai veicoli, per risparmiare combustibile.
A valle del cambio, anche il differenziale (rapporto pignone cambio/corona differenziale) incide sul rapporto tra giri motore e giri ruota.
Le macchine agricole ed i mezzi pesanti tendono ad avere cambi dotati di molti rapporti, per via dei grossi carichi che devono poter affrontare. Tali cambi hanno talvolta la possibilità di selezionare due ingranaggi di una serie, in modo da avere quindi due cambi di velocità in serie. Il comando in quel caso avviene per mezzo di leve distinte, comandi secondari sulla leva o elettronicamente.
La retromarcia è realizzata con l'ausilio di un terzo albero con un ingranaggio folle su di esso, che trasmette il moto tra l'albero primario e secondario invertendone il senso di rotazione (ruota oziosa).
Un cambio può anche essere dotato di un numero multiplo di retromarce, uguale o diverso da quello delle marce normali. Può essere presente, a monte o a valle del cambio, un sistema con la sola funzione di invertire il senso di rotazione dell'albero condotto in tutte le marce (di fatto un cambio di velocità a due rapporti, avanti e retromarcia) permettendo al cambio principale di essere sprovvisto di retromarcia.

#### Schema della leva del cambio automobilistico
Nelle automobili degli ultimi decenni, il comando del cambio è solitamente una leva sporgente dal pavimento dell'auto tra i due sedili anteriori oppure posta sporgente dal cruscotto in posizione centrale. Nel secondo dopoguerra fino agli anni '70 del '900 era molto comune la soluzione di avere la leva del cambio orizzontale e ridotta sporgente dal volante. Questa soluzione aveva l'indubbio vantaggio di avere la leva del cambio vicinissima al volante e quindi di facilitare l'accesso alla stessa; altro vantaggio significativo era quello di liberare la parte centrale dell'abitacolo nella parte anteriore, consentendo di avere una prima fila a divano che poteva ospitare 3 passeggeri. Tuttavia questa soluzione venne in seguito abbandonata perché richiedeva un meccanismo di trasmissione del comando più complesso e con un maggior numero di rimandi meccanici. Comunque, in tutti i casi, muovendo la leva lateralmente ed avanti/indietro si può ingranare la marcia desiderata. In posizione centrale si ha la posizione di folle, in cui nessun rapporto è inserito e le ruote sono isolate dal motore.

##### Schemi standard
Gli schemi più diffusi attualmente prevedono due configurazioni
Gli schemi seguenti illustrano le posizioni di un classico/tipico cambio a cinque marce:
N sta per Neutral, ovvero folle in inglese; R sta per Reverse cioè retromarcia in inglese.
A volte l'inserimento della retromarcia deve essere sbloccato agendo su un comando supplementare, questo per ridurre i rischi di inserimento accidentale. Nel caso dello schema a sinistra, ciò si potrebbe verificare quando si scala dalla quinta alla quarta marcia oppure cercando di innestare una inesistente sesta marcia; tuttavia questo rischio è spesso limitato da altri dispositivi meccanici che impediscono l'inserimento della retromarcia ad alte velocità. Il problema è più insidioso per lo schema a destra (cosiddetto cambio dog leg), dove la possibile confusione è tra due marce inseribili con vettura ferma (prima e retromarcia); inoltre la retromarcia si viene a trovare nella posizione tradizionalmente occupata dalla prima.
Un'alternativa, tipica delle auto tedesche, è quella di posizionare la R dallo stesso lato della prima e seconda marcia ma con un'escursione maggiore; nelle vetture Opel e Volkswagen la R sta in avanti (vedi figura), mentre nelle Mercedes sta in basso. Poiché con questa disposizione è concreta la possibilità di innestare la R invece di una marcia in avanti, vengono spesso implementate delle sicure meccaniche grazie alle quali, per inserire la R, occorre un'azione supplementare; per esempio nelle vetture Opel l'innesto della R richiede l'azione meccanica su un pulsante o una corona posto sulla leva del cambio, mentre nelle vetture VW l'innesto della R richiede che la leva del cambio venga schiacciata verso il basso. Incidentalmente, questa modalità di azione era richiesta anche in vetture classiche come la Fiat 500 e la Fiat 600 con motore posteriore. 
Lo schema è di solito riportato sulla manopola stessa.

#### Posizione della leva
In alcune vecchie auto il comando del cambio era costituito da una leva posta sul piantone dello sterzo. Il funzionamento era simile a quello a pavimento, ma con i movimenti riportati sul piano verticale invece che su quello orizzontale.
In tempi recenti su alcune auto europee (in particolare su alcune FIAT), la leva del cambio è stata notevolmente accorciata e posta sulla plancia, alla sinistra dell'autoradio. Tale configurazione viene talvolta detta "leva all'americana", poiché ricorda la disposizione della leva del cambio automatico nelle vetture d'oltreoceano.

### Cambio a chiavetta scorrevole
Il cambio a chiavetta scorrevole chiamato anche a crociera per via della forma della chiavetta scorrevole, e a volte ridenominato cambio a manopola, è stato usato su molti scooter con il comando d'azionamento a manopola, tra cui Vespa e Lambretta, così come il triciclo a motore Ape Piaggio, questo tipo di cambio è più vicino al cambio manuale delle auto che al cambio sequenziale delle moto.
Questo tipo di cambio nella versione a manopola ha la peculiarità d'avere una leva che comanda la frizione e le marce del cambio, infatti azionando (premendo) la leva si aziona la frizione e ruotandola in alto o in basso si poteva scegliere la marcia, l'inconveniente di questo cambio è di dover trovare la giusta posizione della leva, la quale per poter facilitare il suo posizionamento aveva un dente che doveva essere ingranato in una gola del preselettore (un disco metallico al lato della leva), ma permetteva di passare dalla marcia più alta alla più bassa o viceversa con un semplice comando.
Una caratteristica di questo cambio è quella d'avere le marce disposte in ordine crescente o decrescente, con la folle generalmente tra I e II marcia.

### Sequenziale (cambio a innesti frontali)

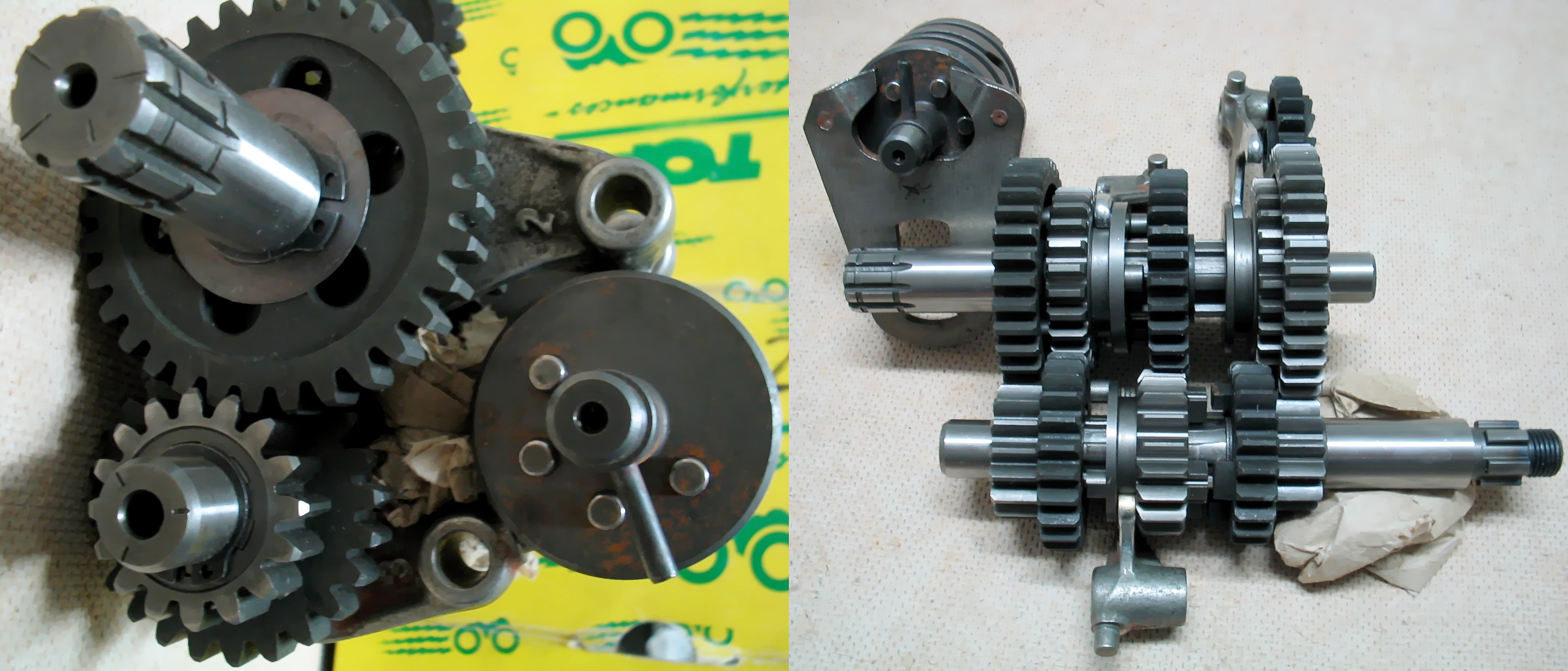
Cambio a innesti frontali con ingranaggi scorrevoli lateralmente
È possibile vedere gli ingranaggi scorrevoli lungo i due alberi, le forchette in alluminio che li muovono e il desmodromico che aziona le forchette, in questo caso è visibile anche l'ingranaggio per l'avviamento a pedale che agisce sull'ingranaggio condotto della prima marcia

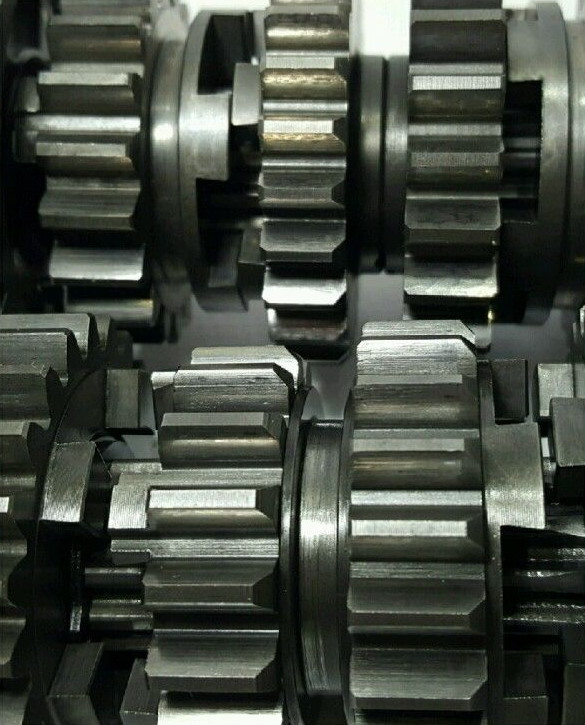
Dettaglio innesti laterali cambio sequenziale moto

Presente raramente su auto (sostituito dal semimanuale) e pressoché universalmente installato su motociclette è il cambio sequenziale o a innesti frontali, dove non si usa lo schema della leva del cambio ma la si aziona in due sole direzioni, con ritorno automatico in posizione di neutro per poter cambiare la marcia, questo cambio rimane del tipo completamente manuale, difatti l'azionamento della frizione e il comando del cambio sono manuali.
In questi cambi a innesti frontali, ogni ingranaggio del cambio ha dei pioli o risalti perpendicolari alla sua superficie laterale oppure delle sedi e il selettore desmodromico scanalato che è calettato su un albero, tale sistema può essere di diverso tipo:
- "Ingranaggi scorrevoli lateralmente", dove il selettore muove delle forchette che spostano sia ingranaggi flottanti che ruotano su cuscinetti, sia gli ingranaggi che sono posti su alberi a millerighe, in modo che l'ingranaggio che scorre su cuscinetti, si vada a ingranare (tramite i suoi innesti laterali) su un ingranaggio calettato sull'albero del cambio tramite millerighe.

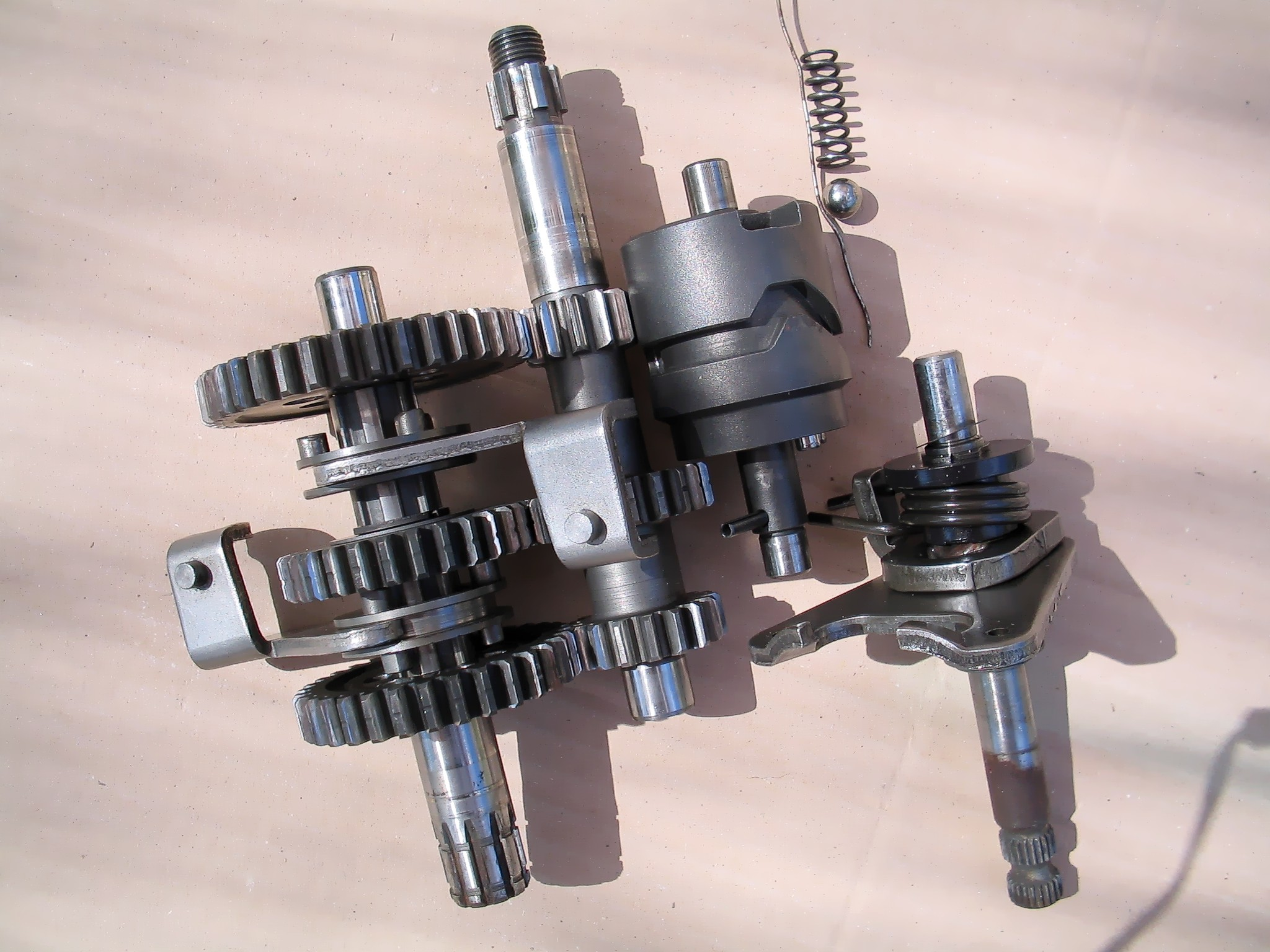
Cambio con "Dog-ring"/"selettori" e forchette selettrici delle marce in lamina d'acciaio

- "Dog-ring" o "selettori", in questo caso gli ingranaggi non scorrono lateralmente e gli ingranaggi che scorrono su cuscinetti possono essere disposti su un unico albero del cambio; la marcia viene innestata da un anello provvisto di innesti laterali, che scorrono lateralmente sull'albero del cambio tramite le millerighe; tale anello viene azionato dalle forchette del cambio tramite il tamburo desmodromico.

Il cambio sequenziale a innesti laterali può essere realizzato con innesti di varie forme, inoltre gli innesti possono essere dritti o trapezoidali (coda di rondine), in quest'ultimo caso l'ingranamento risulta più costante in quanto i vari innesti hanno una forma che evita o riduce l'inconveniente di rigetto della marcia.

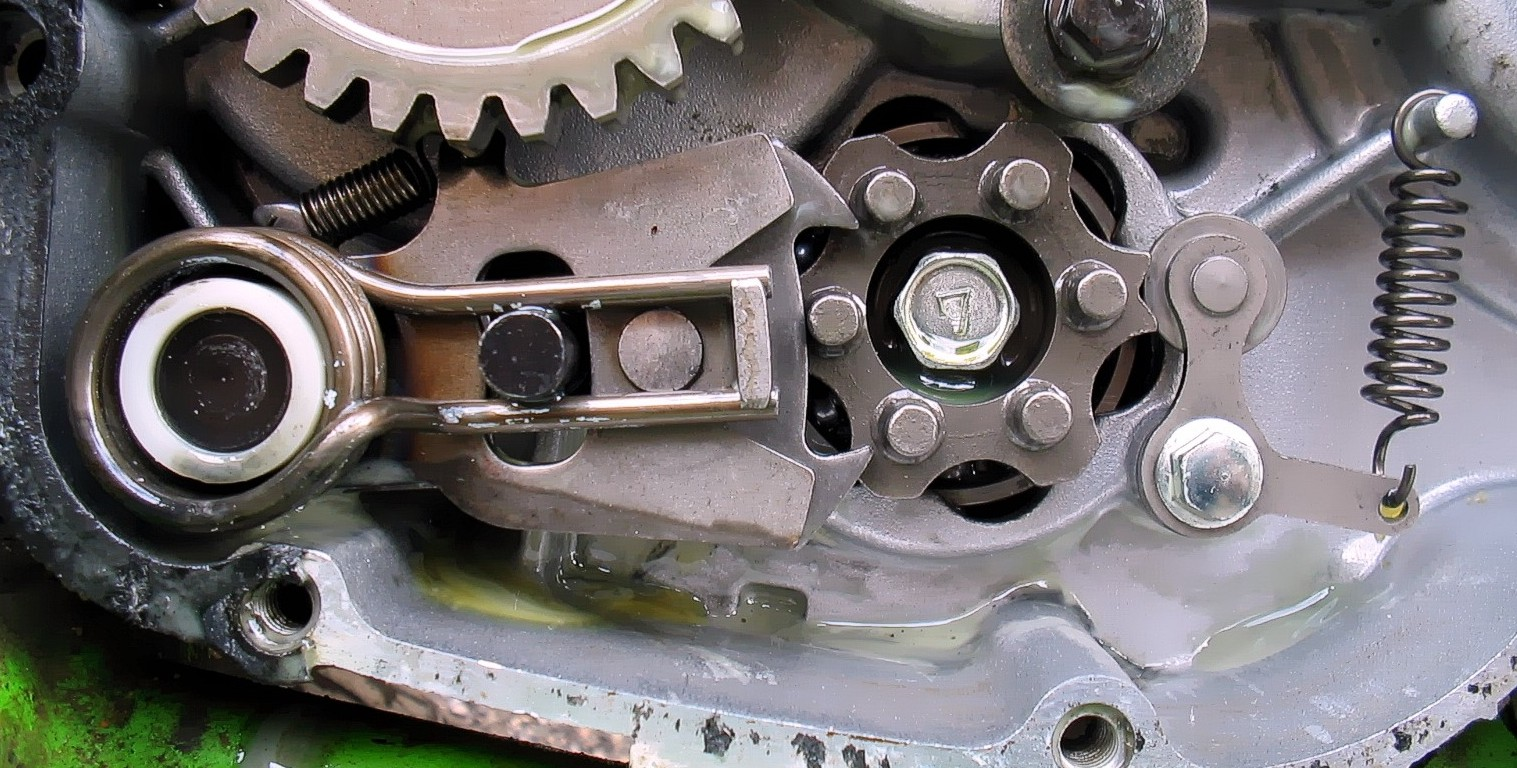
Sistema di selezione delle marce in un cambio ad innesti frontali in posizione di folle, è visibile sia il selettore al centro, lo stabilizzatore alla destra e la forchetta di comando a sinistra

Per far ruotare il selettore e quindi selezionare la marcia, tramite il comando del cambio che ha solo tre posizioni (marcia su, marcia giu, neutra o riposo), il selettore è munito di una ruota dentata o simili, che viene governata da due dispositivi, il primo serve per evitare che il selettore si muova senza essere selezionato, il secondo è dato dai rinvii del comando del cambio, i quali hanno una forma tale che agiscano solo in una direzione (quella di comando), non agendo nell'azione di ritorno alla posizione di riposo (conferita da una molla) della leva del cambio.
La fluidità del cambio è determinata sia dalla conformazione delle forchette, sia dal selettore, il quale inizialmente ruotava sull'alluminio del carter, poi si è adottato una boccola sul lato in cui agivano i rinvii della leva del cambio, mentre sull'altro si aveva sempre il contatto diretto con l'allumino del carter, poi comparvero i rasamenti per questo lato, poi si adottarono delle sfere al posto della boccola, che vennero velocemente rimpiazzate da cuscinetti, più recentemente su modelli di alta gamma si stanno usando dei cuscinetti su entrambi i lati del selettore.
I comandi per il cambio sequenziale possono essere:
- Il pedale (nelle moto)
- Una leva avanti-indietro
- Al volante

#### Interruttore di cambiata
Con l'interruttore di cambiata o quick shifter, i cambi sequenziali che vengono muniti di questo dispositivo vengono chiamati anche "cambio elettronico", ma non si deve confondere con i cambi robotizzati (semimanuale), perché è un dispositivo/accorgimento extra per i cambi sequenziali, che serve per ridurre le sollecitazioni del cambio in condizioni gravose dove si passa da una marcia inferiore ad una superiore con il motore sempre in trazione, come nel caso delle competizioni o ogni qual volta si aziona il cambio senza togliere l'acceleratore e azionare la frizione, soprattutto quando il mezzo in questione sviluppa una potenza elevata ed è munito di un cambio che è studiato per resistere a un periodo di sollecitazione/lavoro ridotto (come nei prototipi sportivi).
Tale dispositivo taglia l'accensione del motore durante il tempo di cambiata in modo da avere una cambiata veloce e non gravosa per il cambio e tutti i cuscinetti, infatti ogni qual volta si passa ad una marcia superiore si ha una modifica del rapporto di trasmissione, che, per non creare eccessive forze di sollecitazione, deve essere effettuata senza che il cambio sia sollecitato/trazionato. Per far ciò si usa una centralina munita di un sensore per rilevare gli spostamenti della leva del cambio o di un pulsante che effettui questo taglio solo durante il passaggio ad una marcia superiore ma non in tutte le competizioni è ammesso questo sensore che permette, assieme alla centralina, di determinare per quanto tempo non si alimenta il motore.

Questo sistema (insieme ad altri sofisticati sistemi elettronici tipo: controllo di trazione, anti impennamento e il controllo della partenza) viene proposto dal 2010/2011 su moto di serie di tipo sportivo come Ducati 1199 Panigale S, Aprilia RSV4 APRC SE e Bmw S1000 RR. Negli ultimi anni è diventato sempre più diffuso anche nelle moto di media e piccola cilindrata, come KTM Duke 790, KTM RC 390, KTM 390 Adventure, Yamaha MT-09, Kawasaki ZX-25R, Aprilia RS660 e Triumph Street Triple. 

### Cambio semimanuale (Cambio robotizzato)
Nel sistema semimanuale o semiautomatico il guidatore deve semplicemente scegliere la marcia (generalmente possono funzionare anche in modalità automatica).
I comandi per il cambio semiautomatico possono essere:
- Una leva avanti e dietro
- Pulsanti sullo sterzo, effettuano rispettivamente la scalata e la salita di marcia.
- Levette (paddles) poste dietro il volante.

I primi test di questo cambio avvennero già nel 1983 presso la Scuderia Ferrari.
Con l'uso dei pulsanti si elimina la necessità di usare uno schema di manovra come con l'uso della leva del cambio; in genere è automatizzata anche la frizione.
Questo tipo di cambio venne per la prima volta usato sulla Ferrari 640 F1, monoposto del cavallino per la stagione 1989 di Formula 1.
Nelle automobili moderne con cambio automatico questa funzione (cambio semi-automatico) è in genere controllata da un computer ed è un'alternativa alla modalità completamente automatica.
Le prime autovetture ad adottarlo sono state le Alfa Romeo 156 e poi di conseguenza altri marchi (per esempio alcune BMW e Audi) impiegano un cambio manuale manovrato da un computer (cambio robotizzato), ed il guidatore agisce semplicemente sui comandi sequenziali.
La prima motocicletta ad usare questo tipo di cambio (sia in modalità automatica che semiautomatica) in sostituzione al classico cambio sequenziale è stata l'Aprilia Mana 850, presentata nel 2008.

#### Cambioseamlesso a innesti continui
Nel 2007 è stato introdotto il cambio ad innesti continui, un'evoluzione del cambio semimanuale e sviluppato dalla Scuderia Ferrari assieme alla Zeroshift, il quale permette un cambio istantaneo della marcia: appena si preme la leva dietro il volante la marcia viene innestata, senza che ci sia il tempo di transito da una marcia all'altra, quindi si ha sempre la motricità anche durante la cambiata. Il tutto è permesso grazie a un nuovo sistema di selettori, che richiedono due forchette di selezione, anziché una, ma in compenso non richiede l'uso del sincronizzatore.
Il cambio di base è quello automobilistico (cambio ad H), ma con il selettore completamente rivisto, in modo d'agganciare le diverse marce in modo simile a un cambio ad innesti frontali, infatti il selettore che si trova tra le due marce è accoppiato a due dischi scorrevoli, che si vanno ad agganciare alle marce poste ai lati del selettore e che azionano le rispettive coppie d'innesti, i quali sono sagomati in modo tale che una volta ingranata la marcia superiore la seconda coppia d'innesti si sganci automaticamente dalla marcia inferiore, grazie al profilo smussato, che permette di svincolarlo in modo automatico.
Spiegando più in dettaglio si ha la prima coppia d'innesti che si prepara ad ingranare la marcia superiore, ma permettendo alla seconda coppia di rimanere vincolata e quindi di continuare la trasmissione del moto, quando la marcia viene ingranata è questa prima coppia d'innesti che ora trasmette il moto, senza che ci sia un tempo di commutazione privo di trazione, da questo momento, si ha l'ingranaggio della marcia inferiore che ruota ad una velocità minore rispetto all'albero del cambio a cui è vincolato e quindi non è più quella marcia (inferiore) che permette la rotazione dell'albero stesso, di conseguenza si troverà poi a trattenere l'innesto del selettore che prima lo vincolava all'albero, ma grazie al profilo smussato questo si svincolerà, lasciando ruotare liberamente l'ingranaggio del cambio.

#### Cambio a doppia frizione

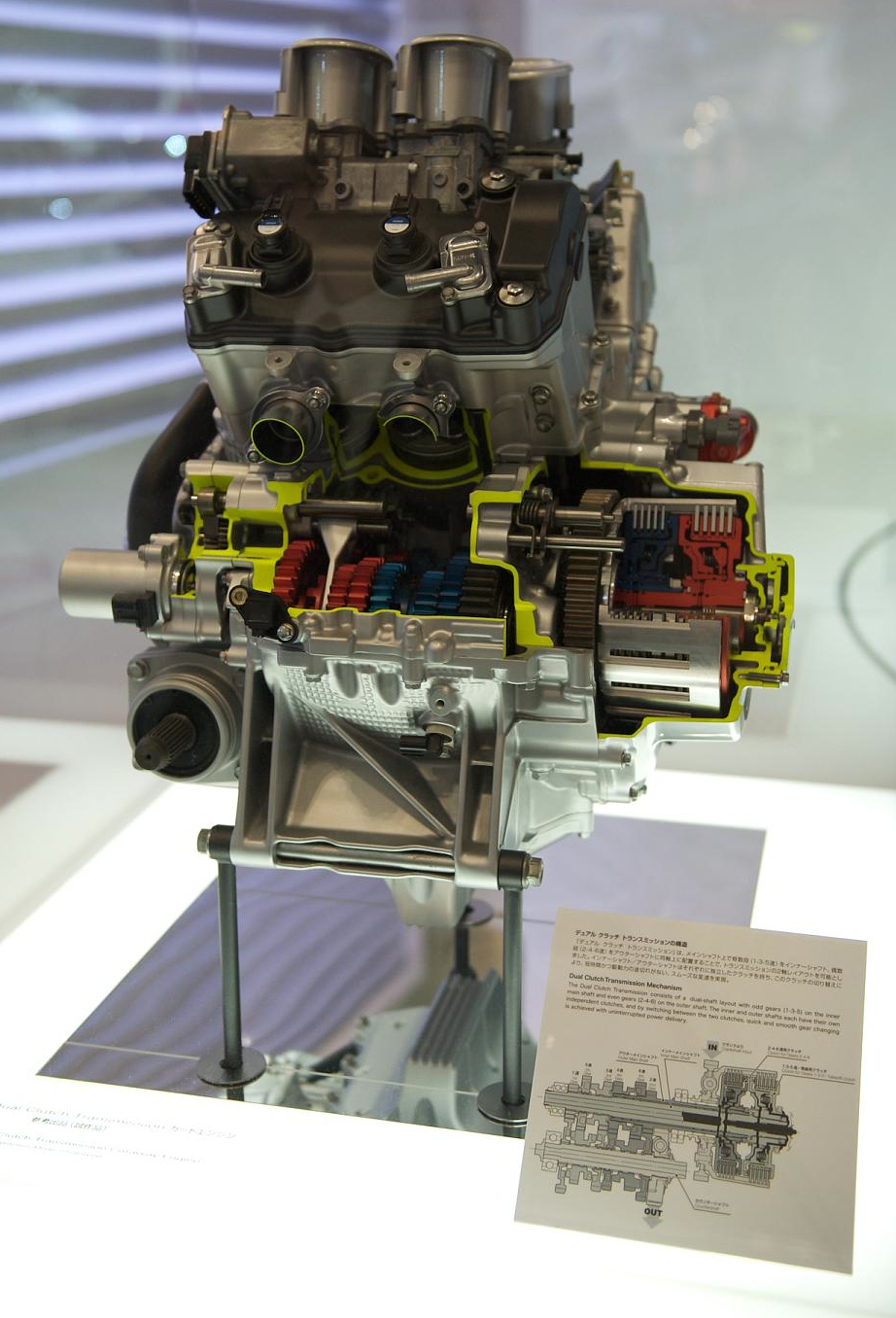
Cambio a doppia frizione della Honda VFR 1200F

Un altro tipo di cambio da comprendere è il cambio a doppia frizione ("Dual Clutch Transmission - DCT" o "Dual Clutch Gearbox"); Si tratta di un cambio in cui sono presenti due alberi collegati a due frizioni a loro volta collegate all'albero di trasmissione. Su un albero si trovano i rapporti dispari mentre sul secondo i rapporti pari: ciò che accade è una contemporanea rotazione degli alberi interni, tuttavia, solo uno dei due, grazie ad una frizione, trasferisce il moto all'albero di trasmissione. Nel frattempo, l'altro continua a ruotare ed ha così "già pronto" il rapporto successivo. Il vantaggio consiste in una notevole velocità di cambiata sequenziale. Il passaggio fra rapporti non contigui (e.g. kick down) è invece tanto rapido quanto lo è un singolo albero.

### Automatico
Molte automobili attualmente sul mercato hanno un cambio automatico, in grado di selezionare automaticamente il rapporto senza l'intervento umano, semplificando notevolmente la guida.
Il sistema più usato è di tipo idraulico, basato sulle variazioni di pressione, che però presenta problemi di costo, affidabilità e consumo di combustibile.
Il cambio automatico infatti è particolarmente diffuso in paesi dove il costo del combustibile è particolarmente basso, come gli Stati Uniti, dove cinque auto su sei hanno installato questo dispositivo.

#### Evoluzione
Con il progresso tecnologico e soprattutto l'introduzione dell'elettronica nel settore automobilistico, sono stati realizzati diversi tipi di cambi automatici a controllo computerizzato:
- Cambio automatico con possibilità di scegliere la marcia, si tratta di un normale cambio automatico a convertitore di coppia, ma che permette di scegliere la marcia entro certi limiti tramite la gate Tiptronic (da cui prende nome il cambio) e che permette di usare una marcia più lunga o corta rispetto al cambio automatico.
- Cambio robotizzato in modalità automatica, che basandosi su cambi meccanici tradizionali eliminano gli inconvenienti tipici del cambio automatico idraulico. Questo sistema ha avuto una discreta diffusione in Europa, dove il costo del combustibile è quasi il doppio che in America, un esempio di questa soluzione è l'S-tronic, un cambio robotizzato a doppia frizione.
- Cambio continuo, in cui non esistono valori fissi, ma il rapporto varia con continuità entro due limiti estremi, questo cambio è detto anche CVT ma è poco usato in campo automobilistico, solo da pochi anni a questa parte viene usato in questo campo, un esempio è il Multitronic.

#### Diffusione del cambio automatico
Il cambio automatico è storicamente stato poco diffuso in Europa, dove era tutt'al più considerato solo un "costoso" optional impiegato sulle auto di fascia alta o nei veicoli per disabili.
Negli ultimi anni la situazione è in controtendenza. In effetti si realizzano cambi automatici sempre più prestanti con un consumo minore di carburante a prezzi sempre più ridotti. La tradizione di guida europea induce però il pubblico a preferire il più controllabile cambio manuale rispetto a quello automatico, che sebbene semplifichi la guida, lascia al guidatore minore controllo sullo stile di guida.

Negli Stati Uniti invece la situazione è esattamente opposta. Una diversa tradizione di guida, i costi accessibili del carburante, gli enormi ingorghi nelle grandi città hanno sancito il successo del cambio automatico adottato nella maggior parte dei veicoli. Il cambio manuale è invece considerato tutt'al più un "costoso" optional impiegato solo sulle auto sportive o che comunque non vengano usate come semplice mezzo di trasporto.

### Cambio a presa diretta
Vengono definiti tali quei cambi che almeno in alcune situazioni usano solo un albero del cambio e quindi trasmettono con un rapporto 1:1 alla trasmissione finale.
Rientrano in questo campo alcuni sistemi costituiti nell'uso della sola frizione centrifuga, senza la possibilità alcuna di variare il rapporto di trasmissione, questa soluzione è usata sui piccoli utensili da lavoro con motore termico, come i decespugliatori e le motoseghe, anche se era stato usato su alcuni ciclomotori come i primi Piaggio Ciao.

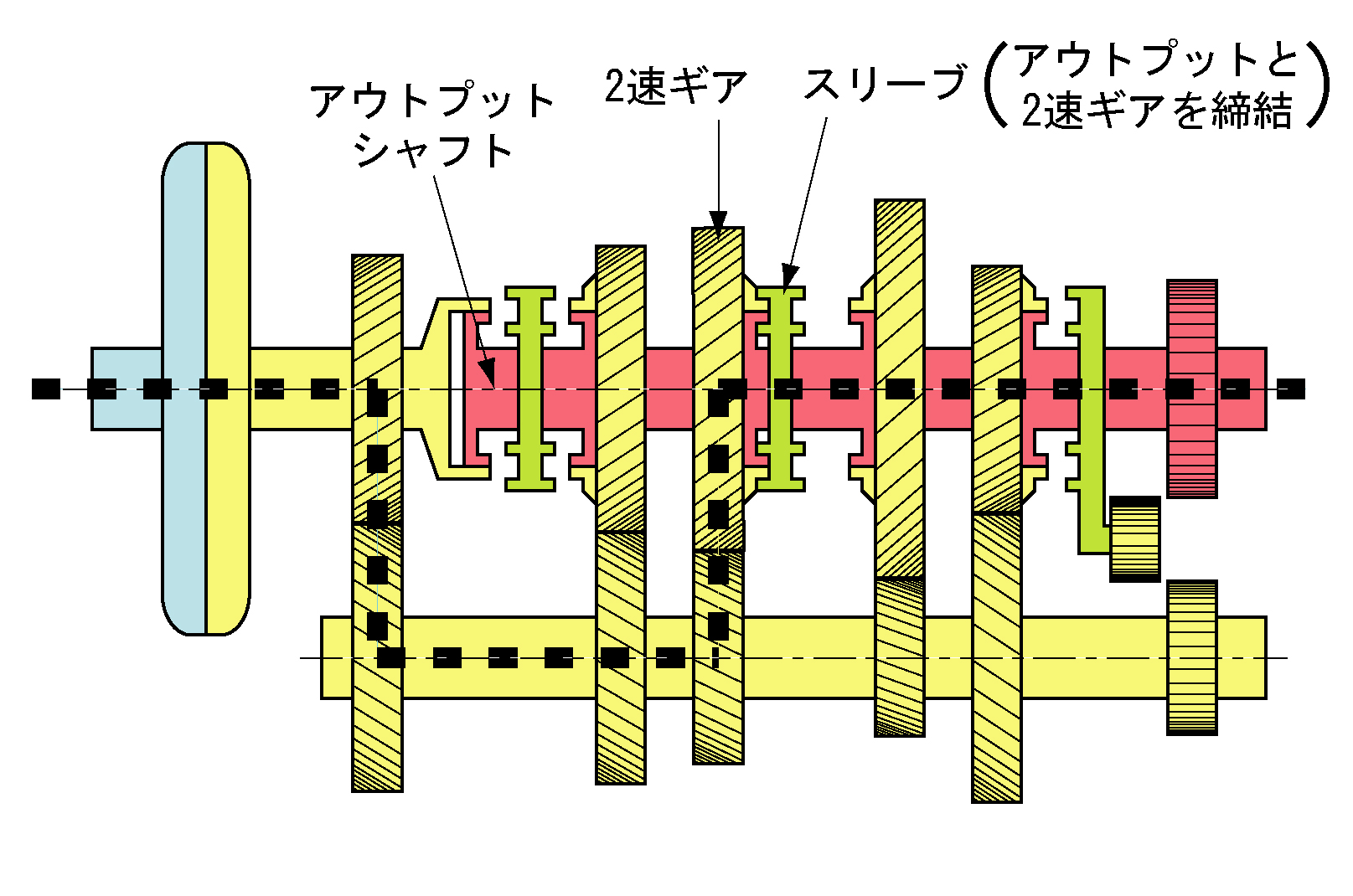
Cambio a presa diretta tipica dei mezzi di trasporto pesanti

Vengono definiti tali dei cambi per autotrazione pesante che riescono ad avere sull'albero primario, sia l'ingranaggio che riceve la forza del motore (albero primario del cambio), sia l'ingranaggio che rimanda la forza alla trasmissione finale (quest'ingranaggio può essere disposto su un terzo albero del cambio, coassiale al primo), questo è possibile perché quest'ultimo ingranaggio scorre sull'albero primario e non vi è solidale, per la variazione del rapporto di trasmissione si ha un secondo albero, che viene usato per tutte le marce tranne una (la marcia su cui si ha la trasmissione 1:1, dove l'ingranaggio di rinvio alla trasmissione finale viene calettato all'albero primario), mentre per le altre rinvia sempre la forza a quest'ultimo ingranaggio.

### Cambio Mabon[16](Variatore manuale)
Questo tipo di cambio è stato usato in particolar modo sulle motociclette ed è costituito da un variatore azionato/comandato tramite una leva, la quale può essere vincolata tramite una guida metallica lineare o con andamento curvilineo, in quest'ultimo caso permette un azionamento rapido del comando definendo delle marce di trasmissione, questo tipo di comando venne poi riutilizzato per i primi cambi ad innesti frontali.
Nei primi modelli di motocicletta questo sistema poteva essere presente di serie o montato successivamente, in quest'ultimo caso o nei casi in cui il mezzo era disponibile sia nelle versioni a cambio singolo che a cambio Mabon si contraddistingue per una forma ovale, in quanto oltre al variatore manuale contiene anche una ruota condotta e una ruota motrice (pignone motore).

### Cambio a frizione automatica
Questa struttura, consiste nell'uso di un cambio (a H, a CVT, ecc.) con associata una frizione centrifuga, che collega/scollega automaticamente il motore alla ruota a seconda delle sue condizioni operative.
Questa struttura del cambio viene usata nel sistema Variomatic e quindi sulla stragrande maggioranza degli scooter.

### Vantaggi e svantaggi del cambio manuale, sequenziale e semimanuale
Di seguito sono elencati i vantaggi del cambio manuale su quello automatico:
- È più semplice costruire cambi manuali robusti e affidabili.
- I cambi manuali non richiedono sistemi di raffreddamento specifici, mentre i cambi automatici a volte devono essere dotati di appositi radiatori.
- Il cambio manuale è più efficiente dal punto di vista energetico soprattutto perché usa una frizione invece di un convertitore di coppia.
- Il guidatore ha un controllo maggiore sullo stato del cambio. Un cambio automatico può decidere di cambiare rapporto in un momento in cui il guidatore non lo desidera, anche se ciò in genere non accade con i moderni cambi a doppia frizione.
- Il cambio manuale è più economico, sia all'acquisto che per la manutenzione.
- Il cambio manuale consente l'avviamento del veicolo "a spinta" nel caso di avaria del motorino di accensione o della batteria, cosa invece impossibile nelle auto automatiche.
- Il cambio manuale consente di sfruttare il freno motore, cioè di inserire marce basse per far diminuire i giri del motore e perdere velocità senza dover frenare, mentre nelle auto con cambio automatico bisogna usare esclusivamente i freni per rallentare (quindi con una maggiore usura degli stessi).
- Nelle auto meno recenti, il cambio automatico riduceva leggermente la velocità massima rispetto ad un'auto identica e dotata dello stesso motore ma con cambio manuale.

Di seguito sono elencati i vantaggi del cambio automatico su quello manuale:
- Minore interazione e apprendimento richieste al guidatore (buona parte dell'addestramento di un nuovo guidatore al cambio manuale è appunto la sua corretta gestione).
- In situazioni di traffico con scorrimento a velocità ridotta, lo stress è molto minore rispetto al cambio manuale, che richiederebbe un continuo passaggio tra la prima marcia e la posizione di folle.
- Non si rischia di soffrire di indolenzimento dei muscoli della gamba sinistra a causa del continuo uso della frizione.
- Il cambio a doppia frizione è sempre più veloce rispetto ad una cambiata manuale.
- Il cambio a doppia frizione in media può portare a consumare meno carburante rispetto a quello manuale.
- Non vi è fisicamente la possibilità di "strattoni" e "singhiozzi" alla partenza, che con il cambio manuale hanno luogo quando non si sincronizzano correttamente i movimenti dei pedali di frizione e acceleratore.
- Possibilità di usare la tecnologia ADAS tipo ACC (Adaptive Cruise Control) fino allo stop e ripartenza.
- Nessun rischio di inserire marce sbagliate e non adatte alla velocità a cui si sta procedendo, con la possibilità di danneggiare sia il cambio che il motore (anche se in genere nei cambi manuali sono comunque presenti dispositivi meccanici che impediscono di inserire marce basse ad alta velocità).
- Il cambio automatico rende agevole la partenza in salita e le salite in retromarcia.
- L'eliminazione dei comandi del cambio è vantaggiosa per i portatori di handicap e può lasciare spazio nel tunnel centrale.

## Nella bicicletta

### Cambio a deragliatore

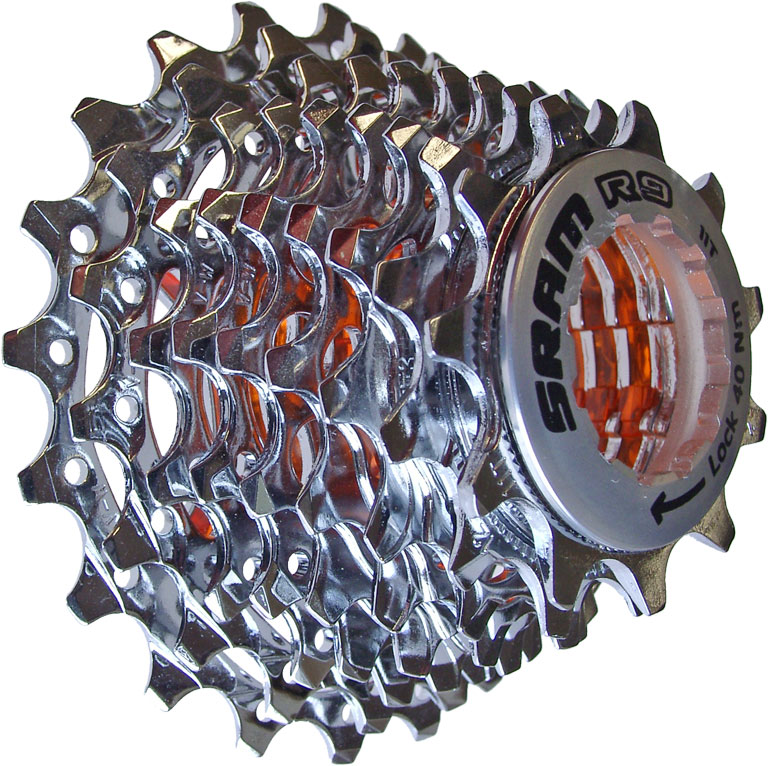
Ruota multipla di un cambio a deragliatore a 9 posizioni SRAM serie R9

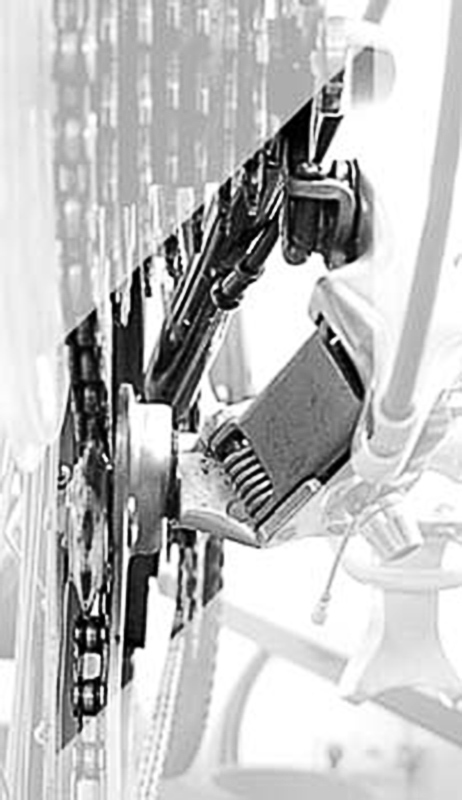
Deragliatore Campagnolo C-Record Long Cage

Il cambio a deragliatore è costituito da una catena, diverse ruote affiancate ed un meccanismo comandato dal guidatore, in grado di spostare la catena (deragliare) da una ruota all'altra e tenere la catena in tensione.
Nelle biciclette da passeggio qualora non siano monomarcia è generalmente presente un solo deragliatore sulla ruota dentata collegata alla ruota posteriore, mentre nelle biciclette da corsa e nelle mountain bike è presente anche un deragliatore (e quindi ruote multiple) sulla corona dei pedali. Questo consente di aumentare le marce teoriche fino al prodotto tra i rapporti anteriori e posteriori, il numero delle corone dentate è molto variabile a seconda dell'applicazione e del periodo storico.
Alcune combinazioni tra i due deragliatori prevedono però un eccessivo disassamento della catena e non è consigliabile usarle per via dell'usura e della minore resa, ma data la disposizione delle ruote si tratta in genere di rapporti ridondanti, ottenibili diversamente. Le ruote anteriori e posteriori sono disposte in ordine di diametro inverso di grandezza, in modo che sia per i rapporti più elevati che per quelli minori la catena sia in asse.
Il comando del cambio avviene tramite un selettore marcia e il cambio marcia avviene durante la pedalata (preferibilmente senza sforzare sui pedali per facilitare il cambio e ridurre l'usura), poiché questo cambio non agisce a catena ferma.

### Cambio epicicloidale

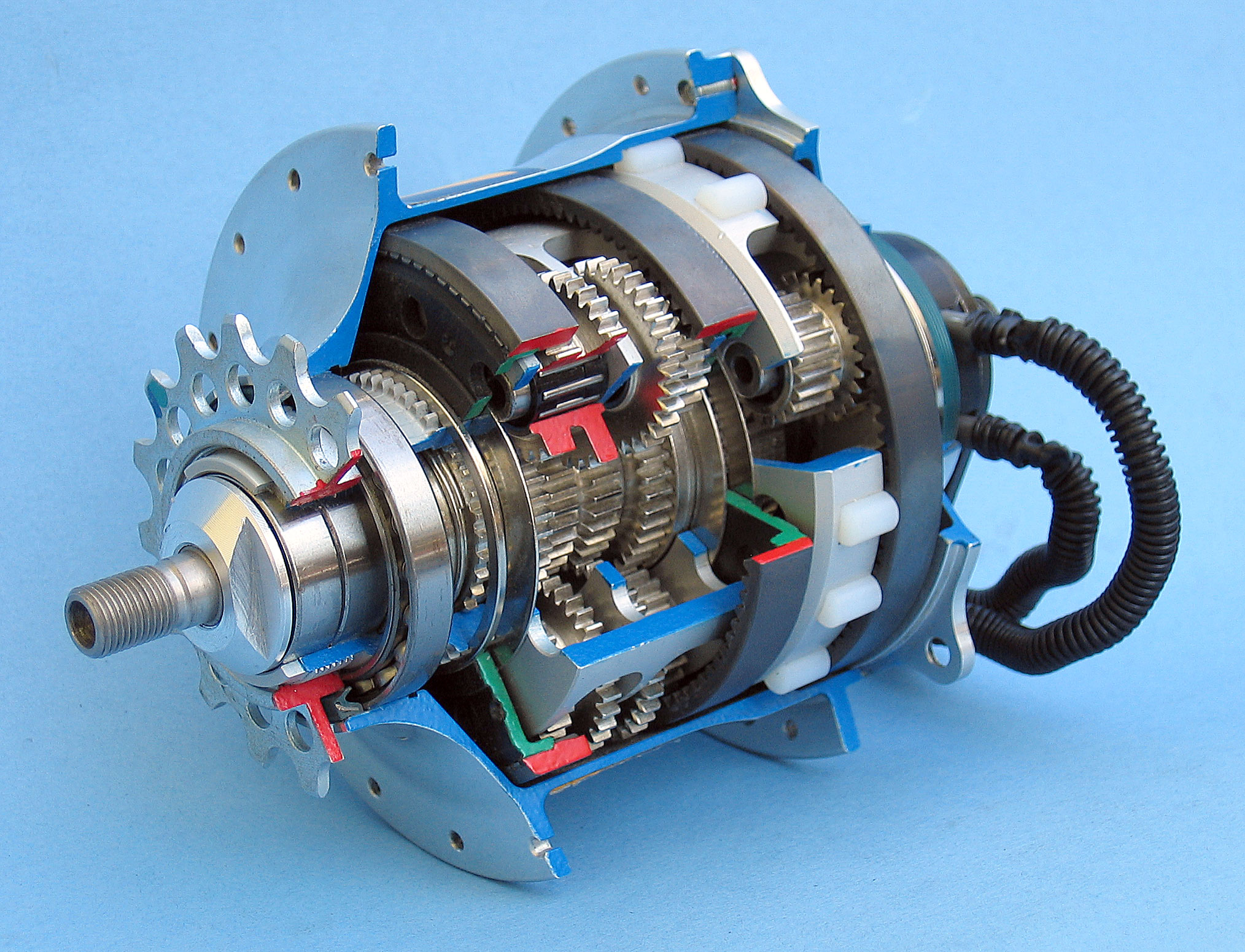
Cambio Rohloff epicicloidale a 14 rapporti interno al mozzo

I cambi a ipocicloide possono avere varie strutture:
- A dentatura esterna, le ruote solari rimangono più interne rispetto alle ruote planetarie
- Dentatura mista, una delle due ruote solari rimane interna alle ruote planetarie, mentre l'altra ruota solare rimane esterna alle planetarie (prende il nome di Corona o Anello)
  - Semplice, in questo caso i planetari sono composte da ruote dentate semplici (non sdoppiate), che ingranano entrambi gli ingranaggi solari
- Dentatura interna, le ruote solari rimangono più esterne rispetto alle ruote planetarie

Per quanto riguarda il rapporto di trasmissione {\displaystyle \tau }, inteso come rapporto di riduzione si ha le varie declinazioni della formula di Willis ({\displaystyle Z_{A}}= denti del solare {\displaystyle Z_{B}} denti del solare tipo corona, {\displaystyle Z_{S'}}= planetario ingranato alla ruota solare A, {\displaystyle Z_{S''}}= planetario ingranato alla ruota solare B):
| Epicicloidale semplice | Epicicloidale semplice | Epicicloidale semplice | Epicicloidale semplice | Epicicloidale semplice                          |
| Ingresso               | Fisso                  | Uscita                 | Verso di rotazione     | Rapporto di trasmissibile {\displaystyle \tau } |
| ---------------------- | ---------------------- | ---------------------- | ---------------------- | ----------------------------------------------- |
| Solare                 | Portatreno             | Corona/Anello          | Opposto                | {\displaystyle -{\frac {Z_{B}}{Z_{A}}}}         |
| Solare                 | Corona/Anello          | Portatreno             | Uguale                 | {\displaystyle {\frac {(Z_{B}+Z_{A})}{Z_{A}}}}  |
| Corona/Anello          | Portatreno             | Solare                 | Opposto                | {\displaystyle -{\frac {Z_{A}}{Z_{B}}}}         |
| Corona/Anello          | Solare                 | Portatreno             | Uguale                 | {\displaystyle {\frac {(Z_{B}+Z_{A})}{Z_{B}}}}  |
| Portatreno             | Corona/Anello          | Solare                 | Uguale                 | {\displaystyle {\frac {Z_{A}}{(Z_{B}+Z_{A})}}}  |
| Portatreno             | Solare                 | Corona/Anello          | Uguale                 | {\displaystyle {\frac {Z_{B}}{(Z_{B}+Z_{A})}}}  |

| Epicicloidale composto | Epicicloidale composto | Epicicloidale composto | Epicicloidale composto | Epicicloidale composto                                                                  |
| Ingresso               | Fisso                  | Uscita                 | Verso di rotazione     | Rapporto di trasmissibile {\displaystyle \tau }                                         |
| ---------------------- | ---------------------- | ---------------------- | ---------------------- | --------------------------------------------------------------------------------------- |
| Solare                 | Portatreno             | Corona/Anello          | Opposto                | {\displaystyle -{\frac {Z_{B}\times Z_{S'}}{Z_{A}\times Z_{S''}}}}                      |
| Solare                 | Corona/Anello          | Portatreno             | Uguale                 | {\displaystyle {\frac {(Z_{B}\times Z_{S'}+Z_{A}\times Z_{S''})}{Z_{A}\times Z_{S''}}}} |
| Corona/Anello          | Portatreno             | Solare                 | Opposto                | {\displaystyle -{\frac {Z_{A}\times Z_{S''}}{Z_{B}\times Z_{S'}}}}                      |
| Corona/Anello          | Solare                 | Portatreno             | Uguale                 | {\displaystyle {\frac {(Z_{B}\times Z_{S'}+Z_{A}\times Z_{S''})}{Z_{B}\times Z_{S'}}}}  |
| Portatreno             | Corona/Anello          | Solare                 | Uguale                 | {\displaystyle {\frac {Z_{A}\times Z_{S''}}{(Z_{B}\times Z_{S'}+Z_{A}\times Z_{S''})}}} |
| Portatreno             | Solare                 | Corona/Anello          | Uguale                 | {\displaystyle {\frac {Z_{B}\times Z_{S'}}{(Z_{B}\times Z_{S'}+Z_{A}\times Z_{S''})}}}  |

Per quanto concerne la velocità angolare del porta-planetari ({\displaystyle \omega _{pp}}=velocità angolare porta-planetari, {\displaystyle \omega _{A}}=velocità angolare ingranaggio solare A, {\displaystyle \omega _{B}}=velocità angolare ingranaggio solare B, {\displaystyle \tau _{a}}=rapporto di trasmissione tra ingranaggio solare A e planetari, {\displaystyle \tau _{b}}=rapporto di trasmissione tra ingranaggio solare B e planetari):
{\displaystyle \omega _{pp}={\frac {\omega _{A}\times \tau _{a}\pm \omega _{B}\times \tau _{b}}{\tau _{a}\times \tau _{b}}}}
In alcune biciclette è usato un sistema di ingranaggi epicicloidali integrati nel mozzo della ruota posteriore, che in alcuni casi integrava anche un freno a contropedalata.
Il vantaggio di questo sistema è di avere una cambiata più liscia, possibilità di cambiare anche a bicicletta ferma (caratteristica vantaggiosa in città), maggiore protezione dallo sporco e minore necessità di manutenzione. Inoltre permette di mantenere sempre la linea di catena ottimale e un miglior tensionamento della stessa.
Generalmente un cambio epicicloidale è più costoso di uno a deragliatore, ma ne esistono modelli - per uso non agonistico - dal prezzo conveniente. È infine da sottolineare che il minor numero di rapporti che questo sistema permette rispetto ai cambi con deragliatore è solo teorico: infatti, i 27 rapporti di questi ultimi non sono in realtà tutti sfruttabili, mentre i rapporti del cambio epicicloidale (fino a 14) sono tutti reali. Di fatto lo sviluppo di rapporti dei due sistemi è equivalente.

I sistemi con cambio epicicloidale è composto da più sistemi epicicloidali, che vengono selezionati tramite il blocco di specifiche ruote, la caratteristica di questi cambi è la possibilità di avere due rapporti per ogni gruppo epicicloidale.
Questo sistema era molto diffuso fino agli anni settanta, quando si diffuse il cambio a deragliatore. Negli anni venti del XX secolo il cambio epicicloidale veniva utilizzato anche su alcuni modelli di autovettura.
In Italia tale sistema è poco usato, mentre è molto diffuso nelle bici da città nel nord Europa.
Grazie ai recenti progressi tecnologici nel campo dell'attuazione elettronica il cambio CVT epicicloidale è comparso sia nei sistemi di trasmissione per trattori agricoli di elevata potenza sia in ambito automotive come alcuni modelli di Toyota e Lexus.
Il rendimento per questa tipologia di trasmissione si può ricavare tramite questa formula (dove {\displaystyle \omega _{1}}=velocità assoluta della ruota motrice, {\displaystyle \omega _{p}}=velocità assoluta del portatreno o della ruota condotta, {\displaystyle (1-\eta _{0})}= rendimento del rotismo reso ordinario):
{\displaystyle \eta =1-{\frac {\omega _{1}-\omega _{p}}{\omega _{1}}}\times (1-\eta _{0})}
La formula può essere riscritta anche come segue ({\displaystyle \tau }= rapporto di trasmissione, inteso come rapporto di riduzione):
{\displaystyle \eta =1-{\frac {1}{\tau }}\times (1-\eta _{0})}
La formula può essere riscritta ulteriormente anche come segue:
{\displaystyle \eta =1-{\frac {1}{\tau }}\times ({\frac {1}{2}}\times ({\frac {1}{Z_{A}}}+{\frac {1}{Z_{B}}}+{\frac {1}{Z_{S'}}}+{\frac {1}{Z_{S''}}}))}
Come si può evincere il rendimento può essere maggiore o inferiore rispetto ad un analogo cambio di tipo tradizionale, in base al rapporto di trasmissione, inoltre sempre per il fatto che il rendimento è dipendente dal rapporto di trasmissione, il rendimento è meno costante (in relazione al rapporto di trasmissione) rispetto ad un analogo sistema tradizionale.

Sempre per il fatto che il rendimento è legato al rapporto di trasmissione (inteso come rapporto di riduzione) è preferibile che quest'ultimo abbia un valore superiore a 1 o almeno a 0,5.

### Cambio a ingranaggi

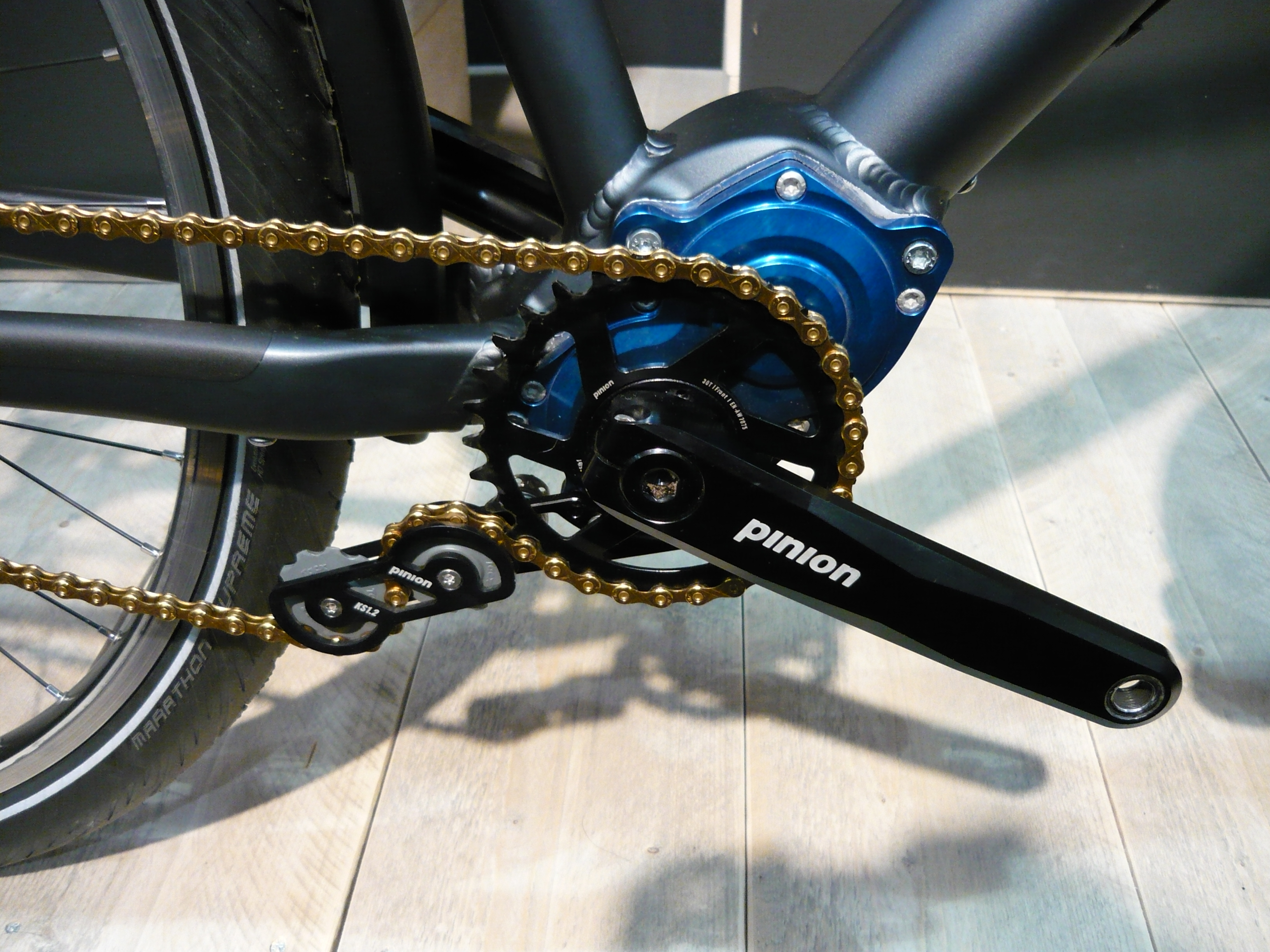
Cambio a ingranaggi a chiavetta scorrevole e rinvio al primo albero

Si tratta di un cambio molto simile a quello dei veicoli a motore, dove ci sono due alberi muniti d'ingranaggi dentati, di cui un albero ha ingranaggi fissi ad eccezione dell'ingranaggio di rinvio a cui è accoppiata la corona ed il secondo albero ha ingranaggi ruotanti ad eccezione dell'ingranaggio di rinvio, su quest'albero è presente il sistema a chiavetta scorrevole che permette di selezionare il rapporto.
Questo sistema in caso di bici non ammortizzate non necessita di un tensore catena, mentre nel caso di carri ammortizzati si rende necessario in quanto varia la distanza tra corona e pignone.

### Rapporto fisso e cambio
Alcuni ciclisti professionisti o meno preferiscono la bicicletta a rapporto fisso, più robusta, senza cambio e cavi. Essi approvano l'affermazione di Henri Desgrange, cofondatore del Tour de France:

"Ritengo sempre che il cambio di velocità sia per persone oltre i 45 anni. Non è meglio trionfare con la forza dei propri muscoli piuttosto che grazie all'artificio meccanico del deragliatore? Ci stiamo rammollendo, per me...datemi una bici a rapporto fisso!"

(L'Équipe, articolo del 1902)

## Posizione
Il cambio può essere posto in diverse posizioni:
- Anteriormente o centralmente, quando il cambio è posto all'avantreno o ne è a ridosso
- Posteriormente, quando il cambio è posto al retrotreno, sistema usato solo su alcuni mezzi a trazione posteriore e normalmente presente sulle biciclette con il nome di "deragliatore posteriore"

## Accorgimenti
Per l'uso sportivo si usano alcune soluzioni:
- Cambio estraibile, tale cambio può essere estratto dal blocco che lo contiene e permettere una veloce regolazione dello stesso, con il cambio rapido delle coppie d'ingranaggi per la trasmissione, modificando così il rapporto di trasmissione, in modo da regolarlo ai vari tracciati e varie condizioni atmosferiche (vento compreso).
- Spia del folle/neutro, usata nei cambi sequenziali motociclistici, per segnalare l'inserimento della posizione neutra e la non trasmissione della forza all'albero secondario del cambio, per questa spia serve un sensore che avverte il posizionamento di un determinato ingranaggio, che assume una posizione solo nel caso dell'inserimento della folle.
- Ridotte il cambio è provvisto di un terzo albero, il quale nei modelli più semplici (fuoristrada) ha solo due rapporti, normale e ridotte, mentre nei trattori questo può avere tanti rapporti quanti il cambio primario, come ad esempio 4(marce)+4(gamme), dando 16 combinazioni diverse, spesso tutte utilizzabili, sia in marcia avanti che in retromarcia se il cambio è dotato di inversore (avanti - neutro  - retro). Per particolari applicazioni, in alcuni trattori, può essere montato un ulteriore cinematismo, tale da permettere, una maggiore riduzione del rapporto di trasmissione chiamato "super riduttore".
Per i fuoristrada più economici tipo la superutilitaria Fiat Panda 4x4 o per alcuni SUV come il Dacia Duster, non viene adottato il sistema delle ridotte, ma si modifica la spaziatura del cambio, creando una prima marcia particolarmente corta, che funge da "primina" e che permette la guida sui sentieri più impervi del fuoristrada.
- Overdrive, sistema che permette di allungare l'ultimo rapporto o tutti i rapporti del cambio o integrato nel cambio come marcia di riposo, che permette di ridurre i consumi in condizione di utilizzo in strade ad alto scorrimento (autostrade), facendo lavorare il motore ad una combinazione di regime e con il carico atti a rientrare in una zona con il più basso rapporto g/kWh.